# Ischalis ophiopa
Ischalis ophiopa är en fjärilsart som beskrevs av Edward Meyrick 1897. Ischalis ophiopa ingår i släktet Ischalis och familjen mätare. Inga underarter finns listade i Catalogue of Life.